# Lascoria
Lascoria là một chi bướm đêm thuộc họ Erebidae.

## Các loài
- Lascoria alucitalis Guenée, 1854
- Lascoria ambigualis Walker, 1866
- Lascoria antigone Schaus, 1916
- Lascoria aon Druce, 1891
- Lascoria arenosa Schaus, 1916
- Lascoria cristata Schaus, 1916
- Lascoria maronialis Schaus, 1916
- Lascoria naupalis Schaus, 1916
- Lascoria orneodalis Guenée, 1854